# Directiva de Prevención y Control Integrado de la Contaminación
La Directiva de Prevención y Control Integrado de la Contaminación, también conocida como Directiva IPPC, acrónimo del inglés "Integrated Pollution Prevention and Control", o Directiva de Emisiones Industriales (IED), acrónimo de "Industrial Emissions Directive", es un mecanismo regulatorio medioambiental de la Unión Europea (UE) que define las obligaciones que deben respetar las actividades industriales. Establece un procedimiento de autorización y fijado requisitos, sobre todo en lo que respecta a las emisiones. Su objetivo consiste en evitar o minimizar las emisiones contaminantes a la atmósfera, el agua y el suelo, así como los residuos procedentes de las instalaciones industriales y agrícolas con el fin de alcanzar un alto nivel de protección del medio ambiente y la salud.

## Vigencia
A partir de 2014 la Directiva 2010/75/UE de Emisiones Industriales pasa a ser vigente como la nueva Directiva de Prevención y Control Integrado de la Contaminación, aglutinando la presente Directiva 2008/1/CE (IPPC) y otras seis directivas en una sola directiva sobre las emisiones industriales.

## Especificaciones

### Sectores de actividad
La Directiva se aplica a las actividades industriales con mayor potencial de contaminación, definidas en su anexo I (sectores de actividades energéticas, producción y transformación de metales, industria mineral, industria química, gestión de residuos, cría de animales, etc.).

### La Directiva incluye disposiciones especiales para estas instalaciones
instalaciones de combustión (≥ 50 MW);
instalaciones de incineración o de coincineración de residuos;
algunas instalaciones y actividades que utilizan disolventes orgánicos;
instalaciones que producen dióxido de titanio.
La presente Directiva no se aplicará a las actividades de investigación, a las actividades de desarrollo o a la experimentación de nuevos productos y procesos.

### Requisitos medioambientales
Cualquier instalación industrial que lleve a cabo las actividades citadas en el anexo I de la Directiva deberá respetar ciertas obligaciones fundamentales:
- Adoptar medidas de prevención de la contaminación;
- Aplicar las mejores técnicas disponibles (MTD);
- No producir ninguna contaminación importante;
- Limitar, reciclar o eliminar los residuos de la forma menos contaminante;
- Maximizar la eficiencia energética;
- Prevenir accidentes y limitar su impacto;
- Dejar el lugar de la explotación en un estado satisfactorio al término de las actividades.
- Aplicación de las mejores técnicas disponibles

Las instalaciones industriales deberán emplear las MTD, es decir, las técnicas más eficaces, para lograr un nivel general de protección del medio ambiente alto en su conjunto. Estas técnicas se pondrán a punto en una escala que permita aplicarlas en el contexto del sector industrial en cuestión, en condiciones económica y técnicamente viables. La Comisión Europea deberá adoptar las conclusiones sobre las MTD que contengan niveles de emisiones asociados a las MTD. Estas conclusiones servirán como referencia para el establecimiento de las condiciones de autorización.

### Condiciones de autorización
La autorización deberá prever las medidas necesarias para garantizar el respeto de las obligaciones fundamentales de la empresa responsable de la explotación y las normas de calidad medioambiental. Estas medidas comprenderán como mínimo:
- Valores límite de emisión de las sustancias contaminantes;
- Prescripciones que garanticen la protección del suelo, del agua y del aire;
- Medidas de control y gestión de los residuos;
- Requisitos en relación con el método de medición de las emisiones, con la frecuencia de las tomas y el procedimiento de evaluación de estas;
- La obligación de comunicar a la autoridad competente al menos una vez al año los resultados del control;
- Los requisitos para el mantenimiento y supervisión del suelo y las aguas subterráneas;
- Las medidas relativas a condiciones distintas de las condiciones normales de funcionamiento (fugas, fallos de funcionamiento, paradas momentáneas o definitivas, etc.);
- Disposiciones relativas a la minimización de la contaminación a larga distancia o transfronteriza;

condiciones para evaluar el cumplimiento de los valores límite de emisión.
- Disposiciones especiales

En el caso de las instalaciones de combustión, las instalaciones de incineración y coincineración de residuos, las instalaciones que utilizan disolventes orgánicos y las instalaciones que producen dióxido de titanio se aplicarán una serie de disposiciones especiales.
Los valores límite para las emisiones de las grandes instalaciones de combustión que se definen en el anexo V de la Directiva serán por lo general más estrictas que las de la Directiva 2001/80/CE. Para las instalaciones existentes se permitirá cierta flexibilidad (plan nacional transitorio, derogación limitada en el tiempo).
En el caso del resto de actividades a las que se aplican disposiciones especiales, se ha mantenido la mayor parte de las disposiciones de las directivas actuales.

### Inspecciones medioambientales
Los Estados miembros establecerán un sistema de inspección medioambiental de las instalaciones en cuestión. Todas las instalaciones deberán estar cubiertas por un plan de inspección medioambiental. Dicho plan deberá ser revisado y actualizado regularmente.
Basándose en los planes de inspección, la autoridad competente elaborará regularmente programas de inspección medioambiental prefijada que incluirán la frecuencia de las visitas a los emplazamientos para los distintos tipos de instalaciones. El período entre dos visitas in situ se basará en una evaluación sistemática de los riesgos medioambientales de las instalaciones correspondientes. Este no superará un año en las instalaciones que planteen los riesgos más altos y tres años en las instalaciones que planteen riesgos menores.